# Adriana Trandafir
Adriana Trandafir (n. 26 aprilie 1956, Găești, România) este o actriță română de teatru și film. A absolvit Institutul de Artă Teatrală și Cinematografie în 1979.
A jucat în filme precum Ciocolată cu alune (1979), Europolis (2010) și Sacrificiul (2019).
Joacă pe scena teatrului Odeon din București. În anul 2004 a primit Premiul Uniter pentru cea mai bună actriță în rol secundar. 
Este căsătorită cu Bogdan. Are doi copii: Maria Speranța și Ștefan.

## Filmografie[3]
- Pentru patrie[4]  (1978)
- Înainte de tăcere ‎(1978)
- Expresul de Buftea (1979)
- Ciocolată cu alune (1979)
- Punct... și de la capăt (1987)
- Vînătoarea de lilieci (1991)
- Milionar... la minut (1992)
- Dragoste și apă caldă (1993)
- Ochii care nu se văd (1994)
- Passion Mortelle (1995)
- Faimosul paparazzo (1999)
- Le record (1999)
- Le temps du loup (2003)
- Patul lui Procust (2001)
- Proprietarii de stele (2001)
- Bani de dus, bani de-ntors (2005)
- Crash Test Dummies (2005)
- După ce tatăl a plecat (2005)
- Păcală se întoarce (2006)
- Vineri in jur de 11 (2006)
- Doctori de mame (2008)
- Moștenirea (2010)
- Bună! Ce faci? (2010)
- Europolis (2010)
- Ice Age: Continental Drift (2012)
- Madagascar 3: Europe's Most Wanted (2012)
- O seară la Revistă (2013)
- Cheia Sol (2015)
- Ice Age: Collision Course (2016)
- Minte-mă frumos în Centrul Vechi (2016)
- Moana (2016)
- Fructul oprit (2018)-Lina Boasca
- Incredibilii 2 (2018)
- Sacrificiul (2019)

-Veorica Zamfir
- Narcisa-iubiri nelegiuite (serial TV) (2011)-Otilia

## Premii și Distincții
- Premiul de Interpretare la Festivalul Național Studențesc de Teatru (1979)[5]
- Premiul Revistei “Teatrul” pentru rolul Maria Tănase în Pasărea măiastră – Maria Tănase (1988)[5]
- Premiul pentru Cel mai bun recital al anului pentru rolul Maria Tănase în Pasărea măiastră – Maria Tănase (1989)[5]
- Premiul pentru Cea mai bună actriță pentru rolul Maria Tănase în Pasărea măiastră – Maria Tănase (1990)
- Premiul de excelență pentru întreaga echipă de actori pentru spectacolul …Au pus cătușe florilor… la Gala UNITER (1992)
- Premiul pentru Cea mai bună actriță de comedie (1995)[6]

- Premiul pentru Cea mai bună actriță de comedie la Festivalul de Teatru Contemporan pentru rolul Rose Quimet din spectacolul Cumetrele (1996)[5]
- Marele Premiu de Interpretare la Festivalul de Teatru Contemporan, Brăila pentru rolul Maria Tănase în Pasărea măiastră – Maria Tănase (1996)[5]

- Premiul pentru Cea mai bună actriță de comedie a anului, pentru rolul din Stele în lumina dimineții, de Alexandr Galin, regia Gelu Colceag la Festivalul de Comedie, Galați (2000)[6]
- Premiul pentru cea mai bună actriță de comedie a anului pentru rolul din Cumetrele, de Michel Tremblay, regia Corina Dragomir la Festivalul de Teatru de la Galați (2002)[6]
- Premiul UNITER Cea mai bună actriță într-un rol secundar pentru rolul Mama din spectacolul De ce fierbe copilul în mămăligă de Aglaja Veteranyi, în regia lui Radu Afrim (2004)[7]
- Ordinul Meritul Cultural în grad de Cavaler, Categoria D - „Arta spectacolului” (13 mai 2004) „în semn de apreciere a întregii activității și pentru dăruirea și talentul interpretativ pus în slujba artei scenice și a spectacolului”[8]